# 横浜開港記念みなと祭 国際仮装行列
横浜開港記念みなと祭 国際仮装行列（よこはまかいこうきねんみなとまつり こくさいかそうぎょうれつ）は、例年5月3日の憲法記念日に横浜市で開催されるパレード（仮装行列）である。愛称は、「ザよこはまパレード」。横浜開港祭、ハマフェス、世界トライアスロンシリーズとともに横浜開港月間の一環。

## 歴史
1952年（昭和27年）、横浜中心部において、第二次世界大戦後に進駐軍が接収していた施設が相次いで日本側へ返還されると、各所に空き地が出現し、廃墟のような荒廃した印象をもたらすようになった。横浜商工会議所は、横浜に大勢の人が集まる名物行事を企画することを提案し、国際都市にふさわしく、外国人もともに楽しめる仮装行列が採択され、1953年（昭和28年）6月2日の開港記念日に、第1回国際仮装行列が実現した。参加団体は、徒歩18団体とフロート車21台で、総勢1200人が横浜の街を練り歩いた。
1954年（昭和29年）に開催された第2回より開催日が5月となり、開港100周年を記念した1958年（昭和33年）5月11日の第6回では、徒歩31団体とフロート車72台、参加人数は3500人で、団体数では最大規模となった。
1969年（昭和44年）5月4日の第17回以降は、ゴールデンウィーク中の開催となる。
1992年（平成4年）の第40回を機に、主催者はアメリカ合衆国で2番目の規模であるポートランドのローズフェスティバルを視察し、その成果としてキッズパレードが導入された。
2002年（平成14年）の第50回から、愛称がザよこはまパレードに変わった。
2013年（平成25年）から2019年（令和元年）までは、アイドルやコスプレなどポップカルチャーをテーマにしたイベント「ヨコハマカワイイパーク」が横浜開港記念みなと祭の催事の一つとして山下公園で行われ、仮装行列にも参加していた。フロート車は参加団体の費用負担で制作されるが、高額になるため減少傾向にある。
2019年（令和元年）に開催された第67回では、主催者発表で36万人の人出があった。
なお2011年（第59回）は東日本大震災、2020（第68回）・2021年（第69回）は新型コロナウイルス感染症の大流行を受けそれぞれ中止。カワイイパークに至っては2020年・2021年と開催が中止となったのち、主催していたJ-Pop Culture Festival in YOKOHAMA実行委員会が協議の結果、今後の開催は困難と判断したため解散、事実上の開催終了となり、公式サイトも閉鎖された。
2022年（令和4年）の第70回から3年ぶりにパレードが開催された。
開催当初は山下公園を起点とし、蒔田公園やお三の宮が終点だったが、現在はやや短縮されて伊勢佐木町6丁目を終点としている。

## 開催概要
出典：
本項目では、2022年5月3日に開催された第70回と2018年5月3日の第66回に開催されたパレードを前提に記述する。
主催は横浜商工会議所・神奈川県・横浜市で組織された国際仮装行列実行委員会。
グループ編成は前述の2013年（第61回）から2019年（第67回）まで実施されていた「ヨコハマカワイイパーク」によるパレードを廃止し、既存の「キッズパレード」と「スーパーパレード」に加え、新たに3つのグループが加わり「エレガントステージ」、「フレンドリーステージ」、「ラヴィングステージ」を含め5つのグループに分けて進行される。
フロートはかつては2019年（第67回）までは神奈川県日産自動車グループと後述の4団体を含めた5団体が登場していたが、2022年（第70回）は同社を除く4団体のみとなっている（後述）。
10時45分よりキッズパレードから順に山下公園前を出発し、シルクセンター前、横浜税関前、横浜赤レンガ倉庫前、新港埠頭万国橋交差点、馬車道商店街、吉田橋、イセザキモールを通り伊勢佐木町6丁目に至る3.4kmのコースで、キッズパレードは途中の万国橋交差点が終点となる。
前半は小学校のマーチングバンドやジャザサイズサークルを中心とした9団体の「キッズパレード」に続き、神奈川県警察の警察音楽隊、横浜市鳶工業連合会のまとい木遣行進、在日米陸軍軍楽隊による演奏、横浜商工会議所・神奈川県・横浜市のフロートを中心とした4団体の「スーパーパレード」を披露。
後半では前述の通り、新たに3つのグループが追加され「エレガントステージ」では8団体、「フレンドリーステージ」では10団体、「ラヴィングステージ」では9団体がそれぞれ参加し、特定非営利活動法人の和太鼓集団、神奈川県内の中学校・高等学校、創価学会のバトントワリングチームや吹奏楽部、横浜中華学院や横浜華僑総会の龍舞、横浜DeNAベイスターズのdianaによるチアダンス、イセザキモール、キリンビール、崎陽軒のフロートなどに続き最後尾は横浜市消防局の消防音楽隊が務める。
パレードの模様は、テレビ神奈川で生中継される（また、6月中旬には同中継のダイジェスト版が放送される）。

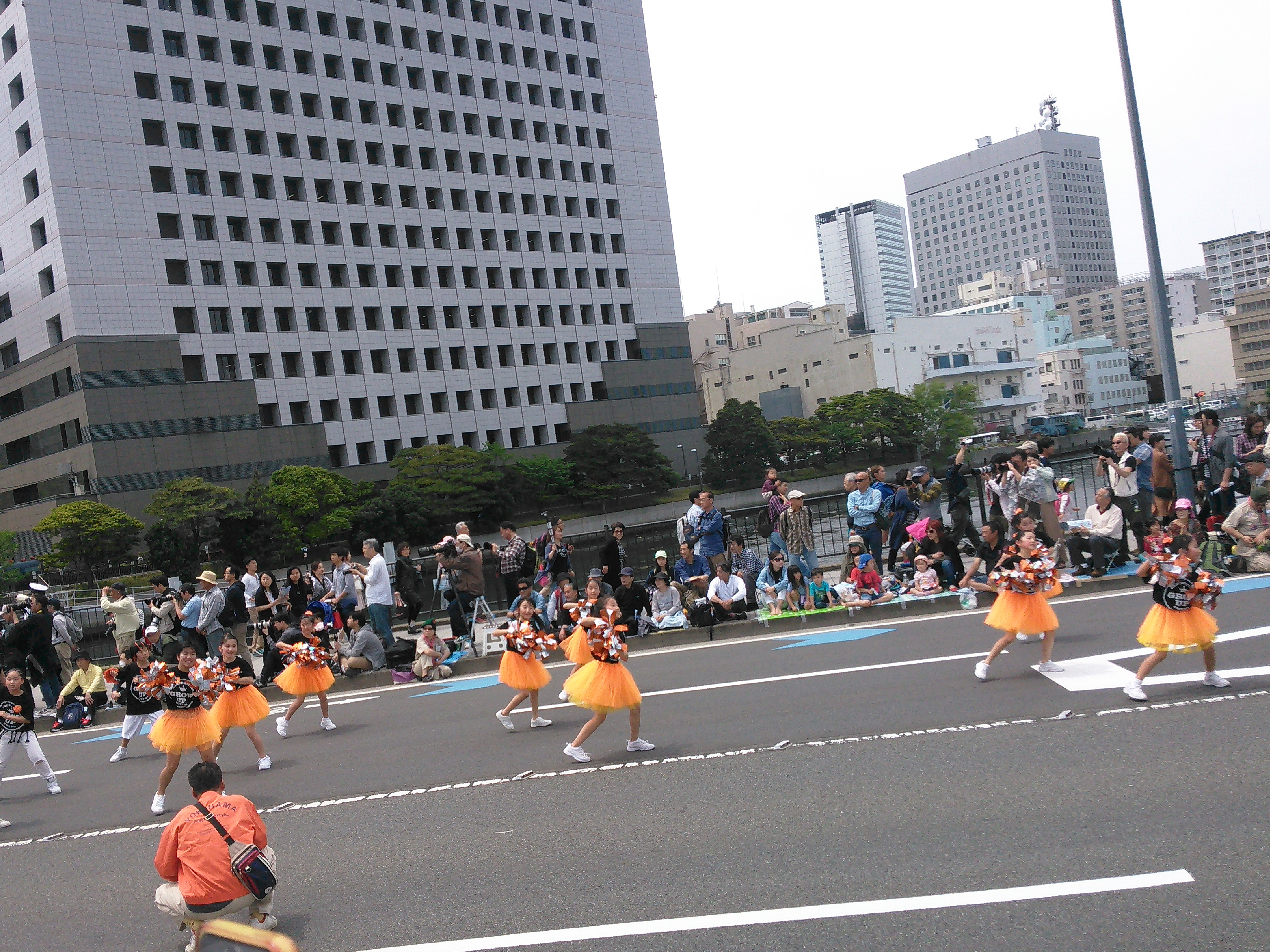
2017年に開催された、第65回の様子。キッズパレード。
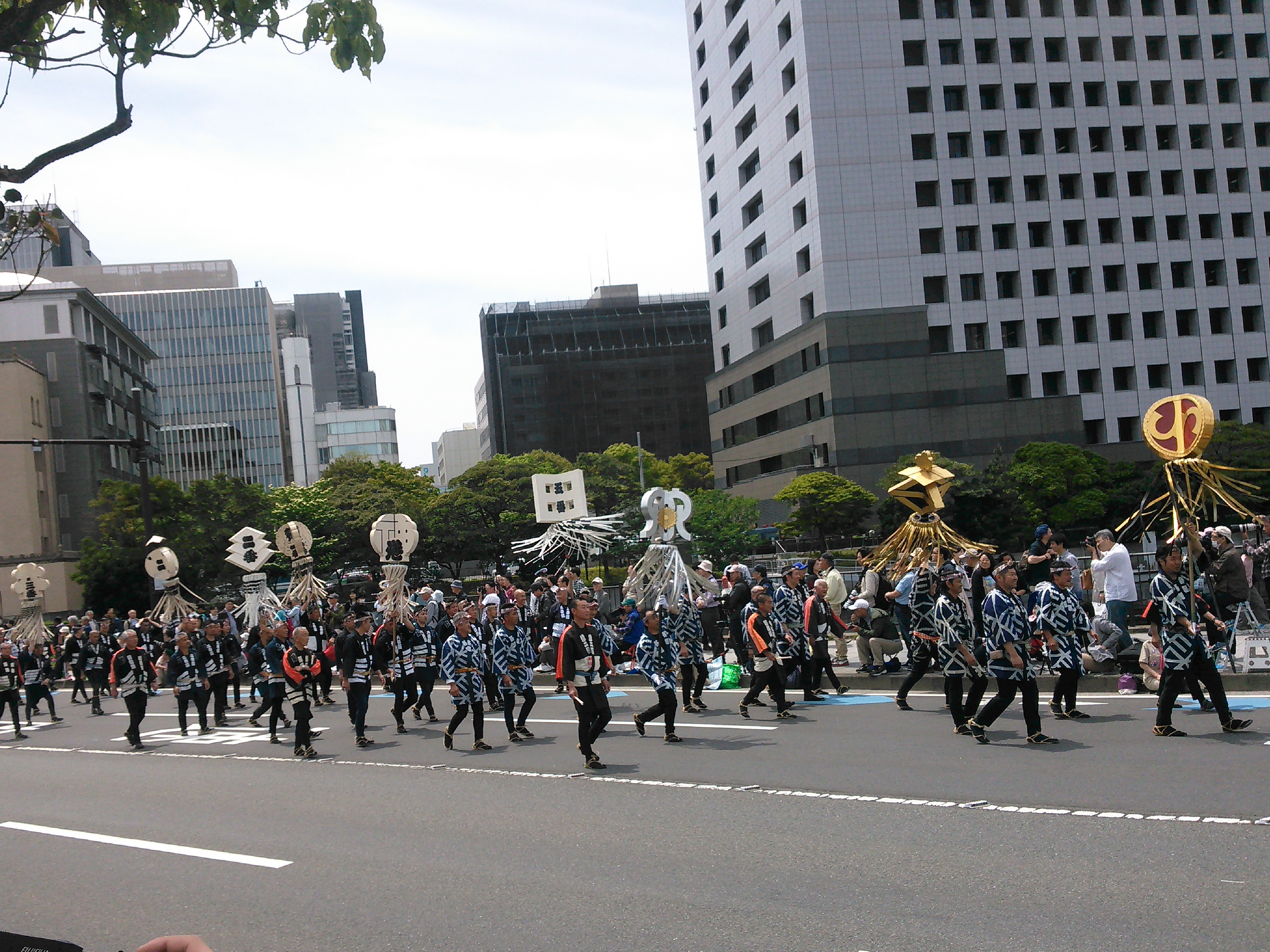
第65回、横浜市鳶工業連合会によるまとい木遣行進。
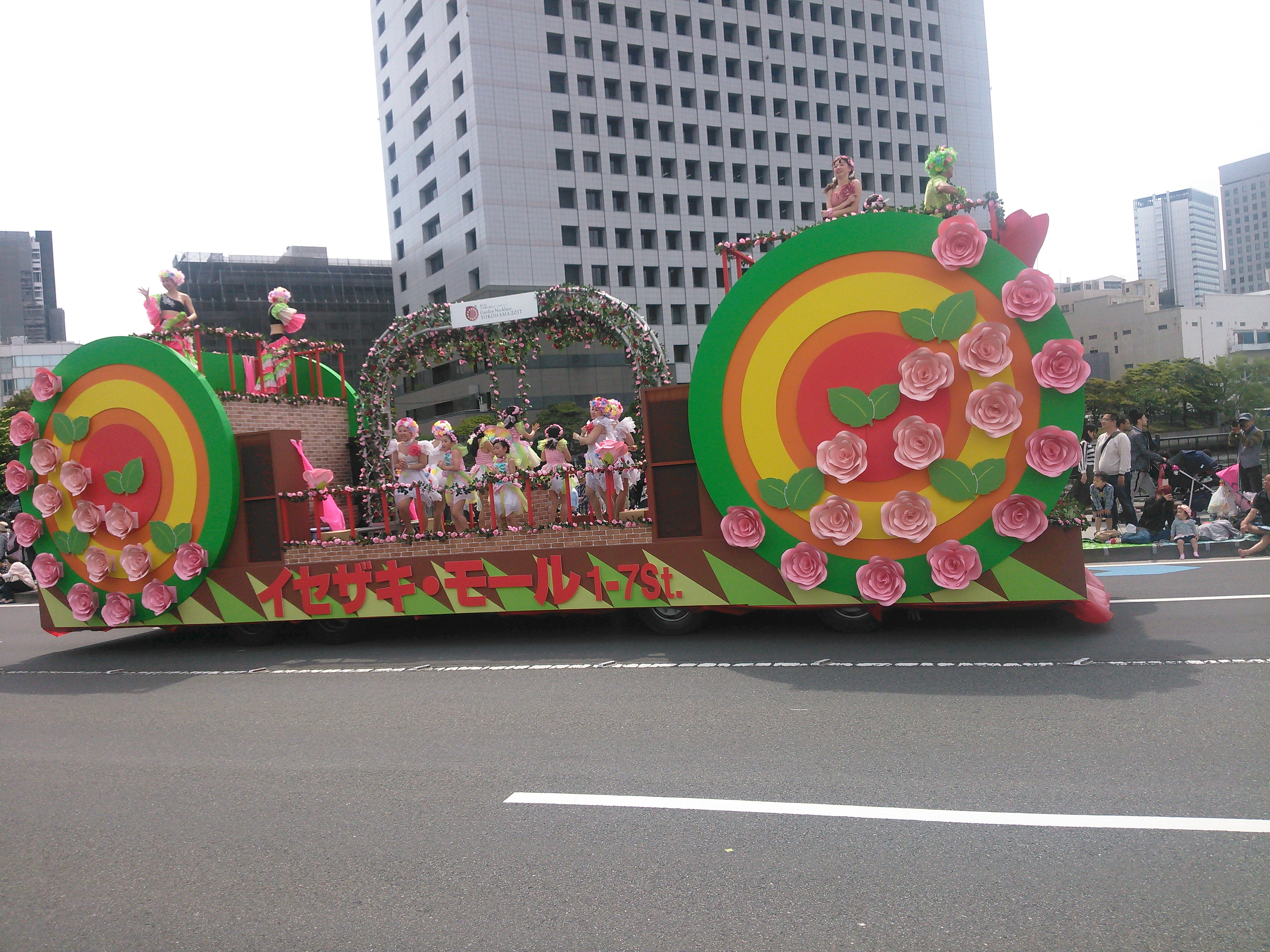
第65回、イセザキモールのフロート。
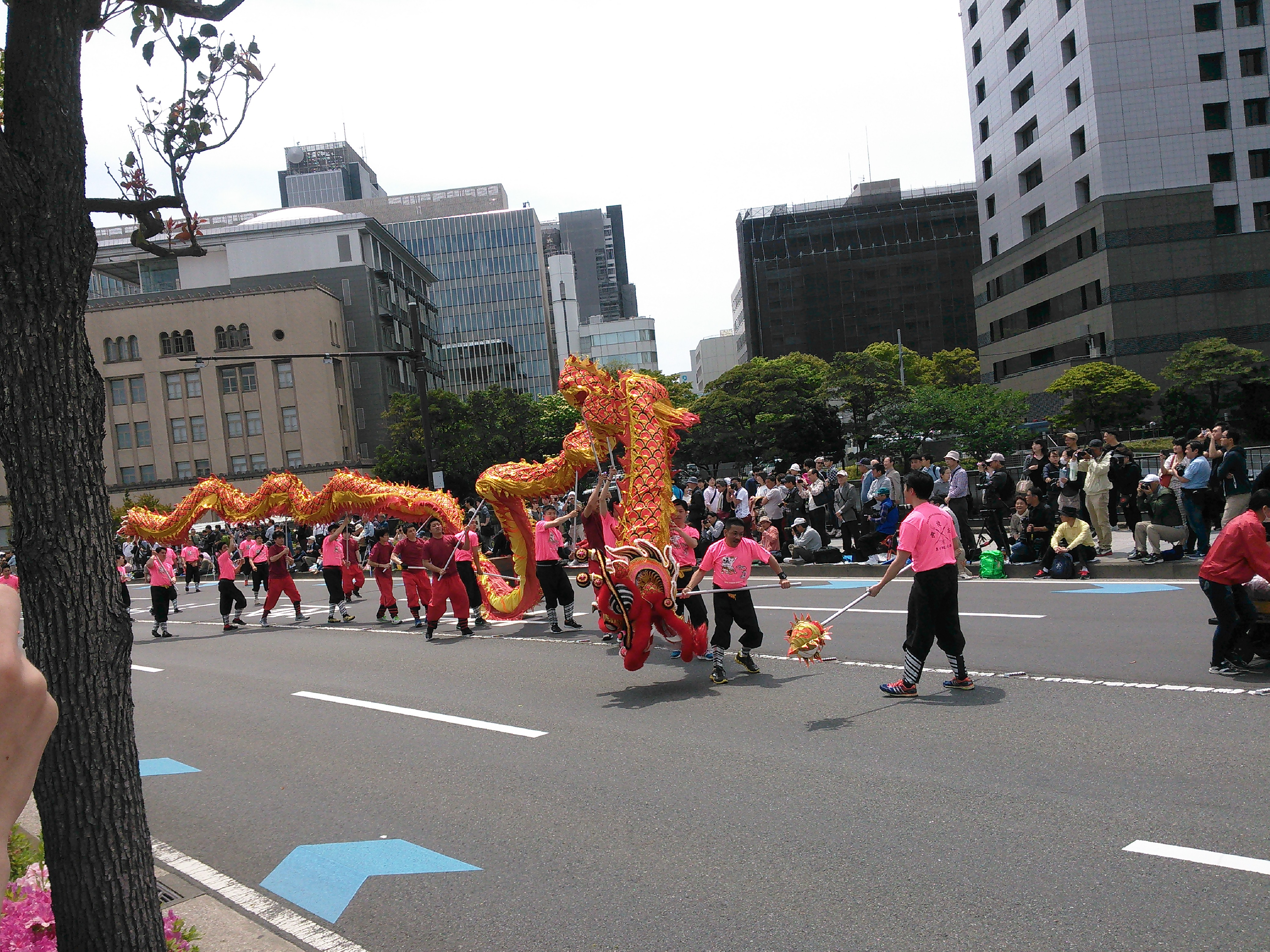
第65回、横浜華僑総会による龍舞
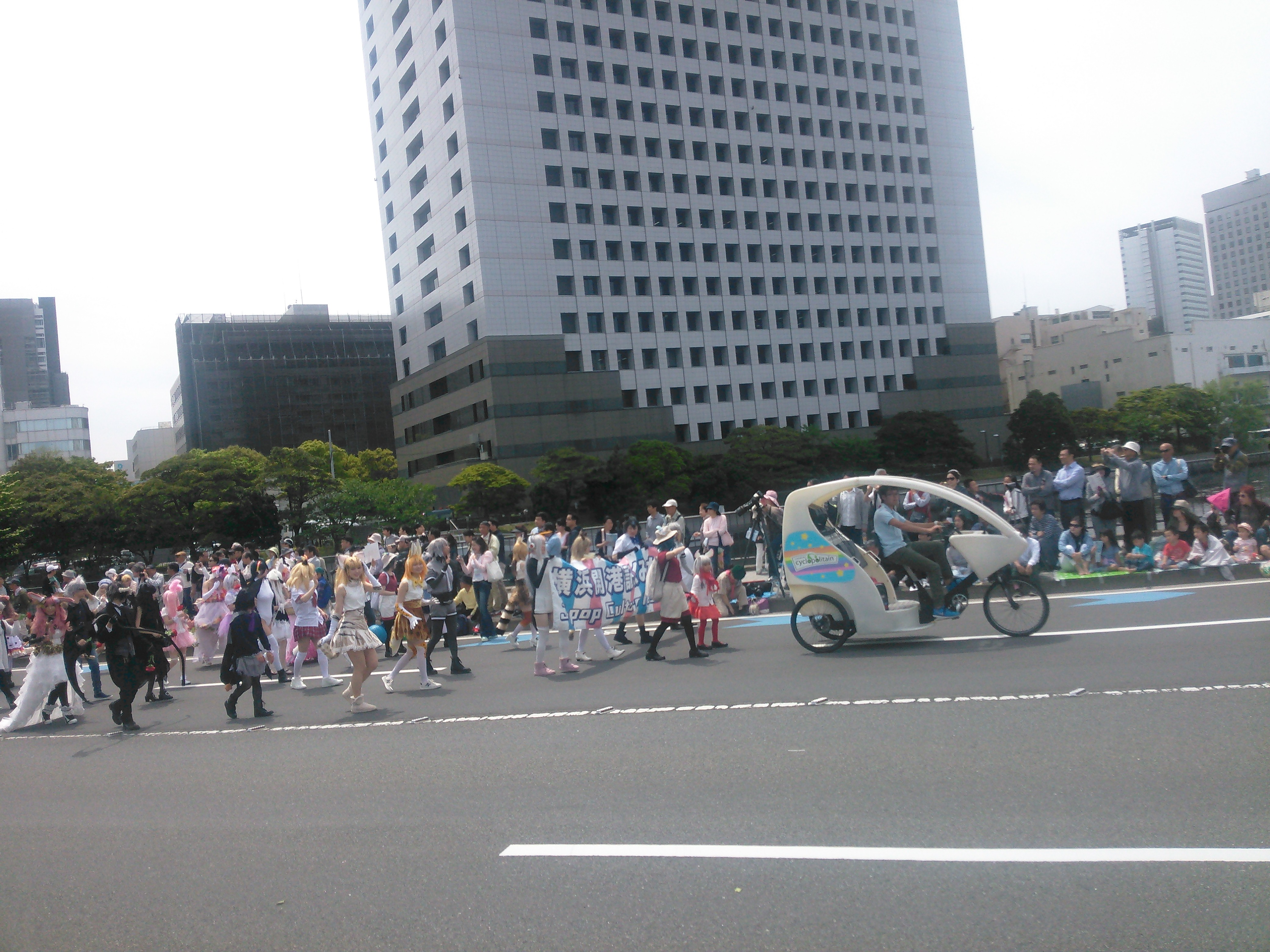
第65回、ヨコハマカワイイパレード